# Viszló
Viszló ist eine ungarische Gemeinde im Kreis Edelény im Komitat Borsod-Abaúj-Zemplén.

## Geografische Lage
Viszló liegt in Nordungarn, 44 Kilometer nordöstlich des Komitatssitzes Miskolc, 25 Kilometer nordöstlich der Kreisstadt Edelény und 5 Kilometer südlich der Grenze zur Slowakei. Nachbargemeinden sind Tornaszentjakab, Pamlény, Rakaca und Debréte.

## Geschichte
Im Jahr 1340 war es der Besitz von Zalonai Tekus und gehörte später zum Tornai-Herrschaftsgebiet. Im Jahr 1409 wurde das Gut von König Sigismund an Pál Besenyei von Erdegei, den kroatischen Ban, und István Berencsi (Berenchi) vergeben. Später wurde es an Antal Orros von Becskeháza (Rechasa) verpfändet. Es war ein Besitz im Komitat Abaúj.
1476 kaufte Imre Szapolyai (Zapolya), der Obergespan von Szepes, einen Teil des Dorfes. 1539 wurde es als Schenkung von König Ferdinand an den königlichen Kämmerer Gáspár Horváth von Vingárt vergeben, im Rahmen des Tornai-Herrschaftsgebiets. Nach seinem Tod erwarb Gáspár Magócsi das Gut.
1569 wurde Viszló als eigenständiges Dorf im Abafi-Zehentregister erwähnt. Im 16. Jahrhundert war es im Besitz der Familie Barius und wurde später ein Rákóczi-Besitz. Die Hälfte des Dorfes gehörte zum Tornai-Herrschaftsgebiet, gemäß einer Schenkungsurkunde von Gábor Bethlen.
Im 17. Jahrhundert befand sich der Besitz in den Händen der Familie Kátai. Ein Teil wurde an Miklós Keglevich und später an Ferenc Bakonyi verpfändet. 1647 gehörte das Dorf Zsigmond Komjáthy und wurde an die Burg Szendrő angeschlossen, wodurch es zum Komitat Borsod kam.
1662 erhielt Miklós Keglevich eine neue Schenkung für seinen Besitz, einschließlich Viszló. In der Urkunde wurde der Name irrtümlich als Vizsoly geschrieben. 1677 erneuerte Kaiser Leopold I. das Schenkungsschreiben für Keglevich.
Um 1880 war es weiterhin ein Keglevich-Besitz, doch im selben Jahr wurde Markgraf Hippolyt Csáky-Pallavicini Eigentümer. Im Jahr 1906 wurden die Liegenschaften versteigert, und die Bauern von Viszló kauften sie zusammen mit den damit verbundenen kirchlichen Lasten. Es heißt, einer der Markgrafen der Familie ist in Viszló begraben.
Erwähnenswert ist auch Köbli, ein Gebiet, das zum Dorf gehört. Seine schriftliche Geschichte reicht weiter zurück als die von Viszló und wurde bereits 1299 unter dem Namen Kubyli erwähnt. Zwischen 1700 und 1720 war es ein eigenständiges Dorf.
Im Jahr 1913 gab es in der damaligen Kleingemeinde 57 Häuser und 349 Einwohner auf einer Fläche von 1930 Katastraljochen. Sie gehörte zu dieser Zeit zum Bezirk Edelény im Komitat Borsod.

## Wirtschaft
Die Gemeinde ist landwirtschaftlich geprägt.

## Sehenswürdigkeiten
- Griechisch-katholische Kirche Urunk Mennybemenetele
- Kapelle mit Glasikone
- Traditionelle Bauernhäuser in Lehmziegelbauweise aus der Zeit um 1925, die allerdings teilweise verfallen.

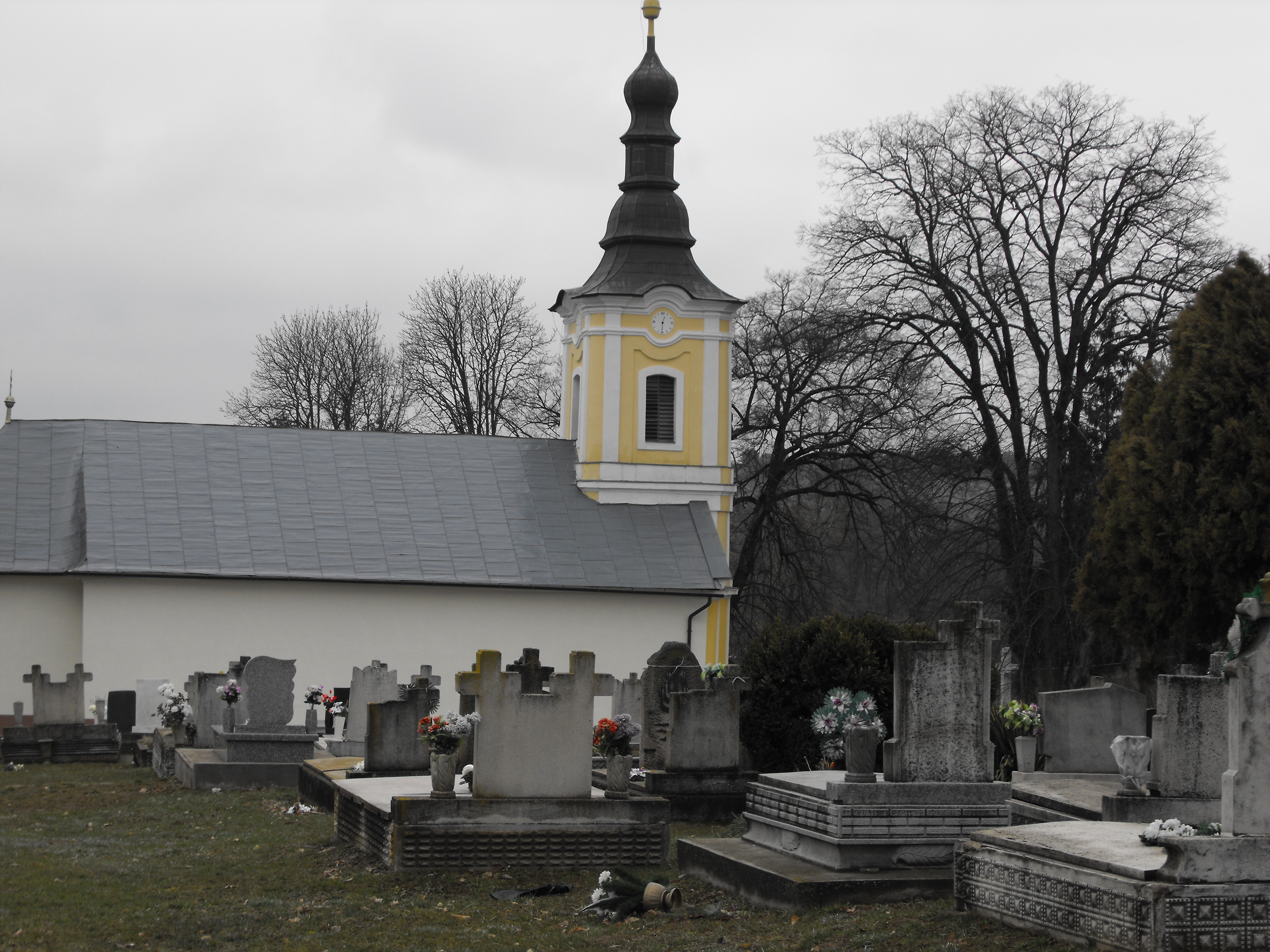
Griechisch-katholische Kirche Urunk Mennybemenetele
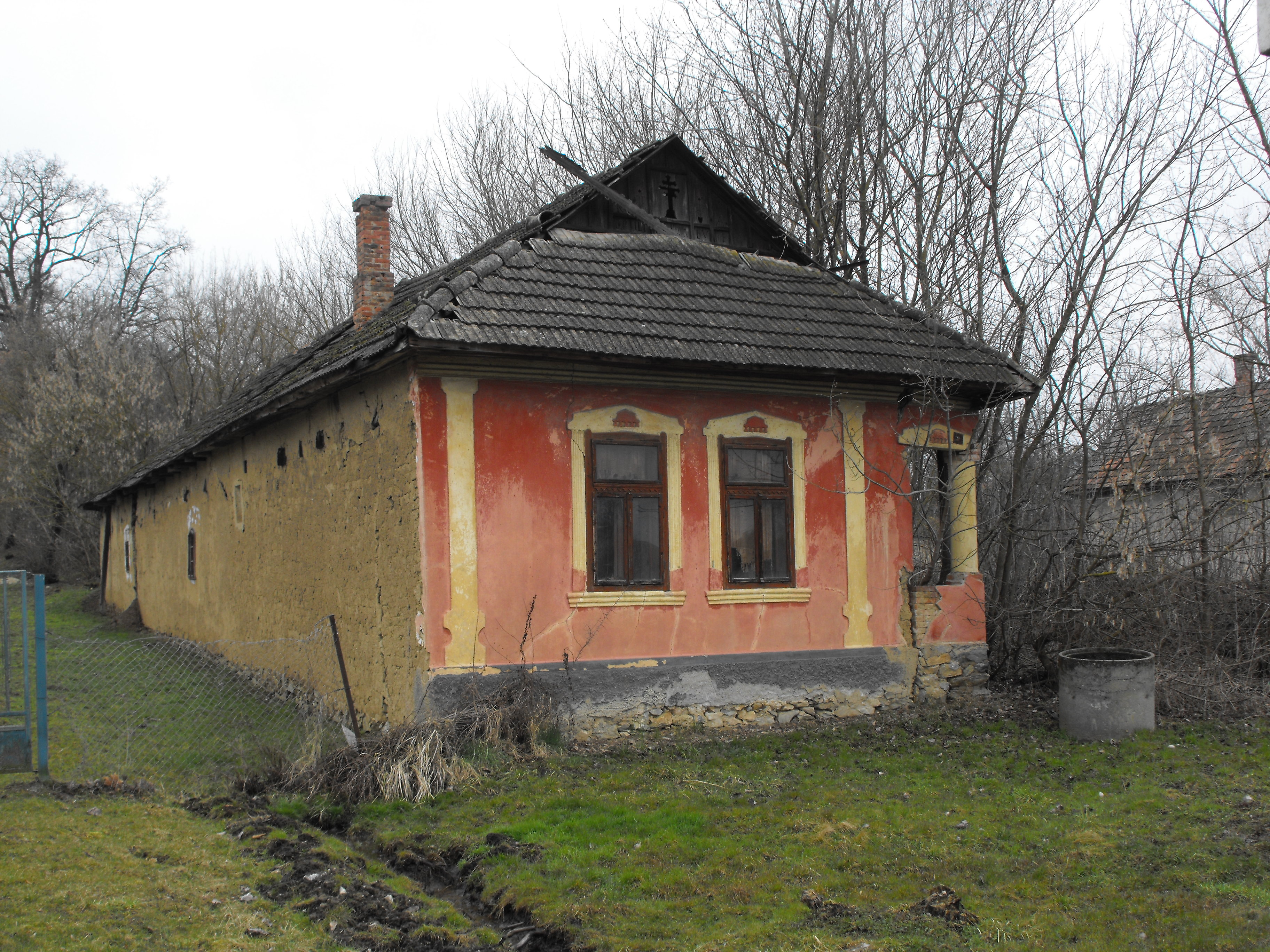
Traditionelles Bauernhaus, gebaut 1926
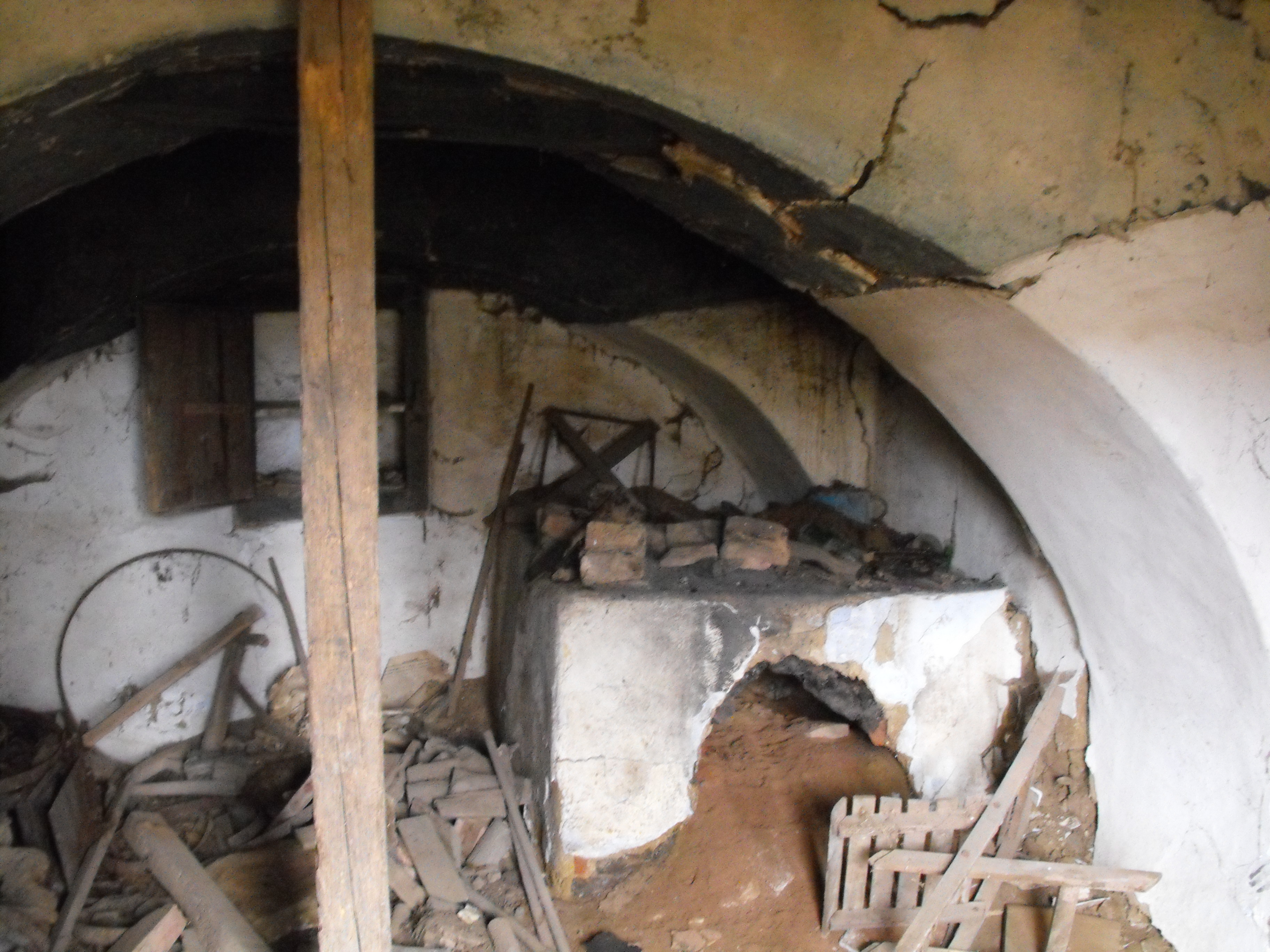
Hierin offene Feuerstelle mit weitem Rauchfang in Lehmziegelbauweise
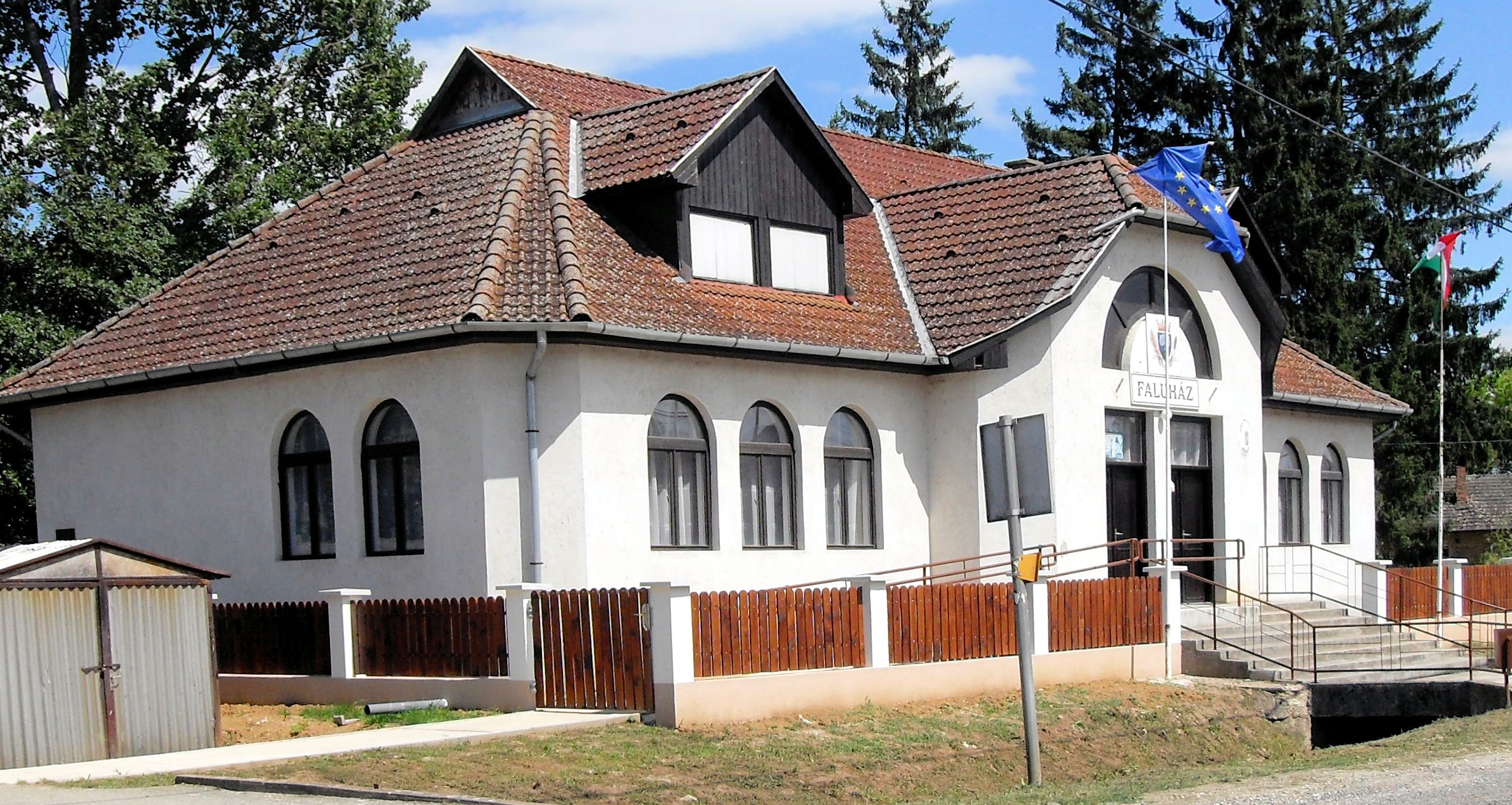
Gemeindeverwaltung

## Verkehr
Viszló liegt an der Landstraße Nr. 2614 zwischen Hidvégardó und Rakaca. Es bestehen Busverbindungen über Szalonna  und Szendrő nach Edelény. Der nächstgelegene Bahnhof befindet sich in Szalonna.